# Argyrostrotis orontes
Argyrostrotis orontes là một loài bướm đêm trong họ Erebidae.